# Багалади
Багала̀ди (на италиански: Bagaladi) е село и община в Южна Италия, провинция Реджо Калабрия, регион Калабрия. Разположено е на 460 m надморска височина. Населението на общината е 1051 души (към 2012 г.).